# 曼布韋縣

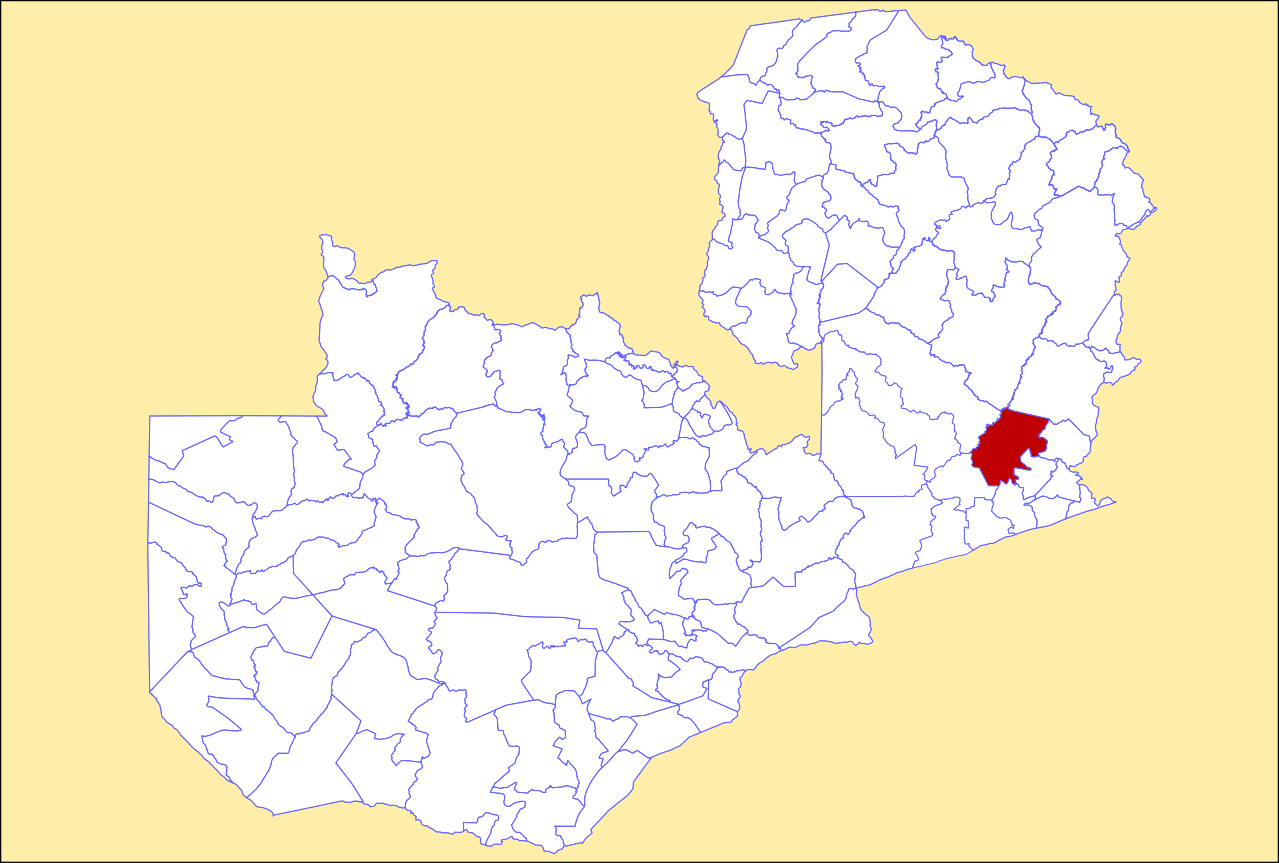

13°21′S 31°56′E / 13.350°S 31.933°E
曼布韋縣（英語：Mambwe District），是贊比亞的縣份，位於該國東部，由東方省負責管轄，首府設於曼布韋，面積5,294平方公里，2010年人口68,918，人口密度每平方公里13人。